# Ivan Caine
Ivan Caine (ur. 1918) – amerykański rabin konserwatywny, w latach 2002–2003 naczelny rabin Wrocławia.

## Życiorys
Studiował na University of Pennsylvania. Konserwatywną smichę rabinacką otrzymał na Jewish Theological Seminary w Nowym Jorku, gdzie uzyskał również tytuł magistra z literatury hebrajskiej. Następnie był kapelanem w armii amerykańskiej, m.in. w Korei. 
Wraz z żoną, Deborą, prawie 4 lata mieszkali w Izraelu, gdzie studiował na Uniwersytecie Hebrajskim w Jerozolimie, po czym przeniół się do Filadelfii. Na tamtejszym University of Pennsylvania uzyskał tytuł doktora. W 1967 związał się z Reconstructionist Rabbinical College, gdzie przez 18 lat pełnił funkcję dyrektora studiów hebrajskich. W latach 1968–2001 był rabinem Society Hill Synagogue w Filadelfii. 
We wrześniu 2001 po raz pierwszy przyjechał do Polski. W kwietniu 2002 został wybrany na rabina Gminy Wyznaniowej Żydowskiej we Wrocławiu, drugiego od 1968. Jesienią 2002 ogłosił przygotowania do konwersji na judaizm w duchu konserwatywnym 19 osób. Konwersja zakończyła się we wrześniu 2003, jednak naczelny rabin Polski, Michael Schudrich nie zezwolił, aby konwertyci dokonali rytualnego obmycia w mykwie warszawskiej. Ostatecznie skorzystano z prywatnej mykwy w Krakowie. Cała konwersja wywołała wiele kontrowersji wśród ortodoksyjnej społeczności żydowskiej.
Ivan Caine przyczynił się do otwarcia w październiku 2002 chederu dla żydowskiej młodzieży z Dolnego Śląska oraz do organizacji w Synagodze pod Białym Bocianem pierwszej bat micwy dwóch dziewczynek oraz pierwszych od ponad 40 lat ślubów religijnych.